# Universität Extremadura
Die  Universität Extremadura (spanisch: Universidad de Extremadura) ist eine spanische Universität. Sie befindet sich in Extremadura (Badajoz und Cáceres).